# Мъркюри 6
Мъркюри 6 (на английски: Mercury 6) е американски космически кораб от първо поколение. Първи орбитален полет на астронавт от САЩ. Трети орбитален космически полет в историята, след Восток 1 (Юрий Гагарин) и Восток 2 (Герман Титов).

## Екипаж
| Пост  | Астронавт |
| ----- | --------- |
| Пилот | Джон Глен |

## Дублиращ екипаж
| Пост  | Астронавт      |
| ----- | -------------- |
| Пилот | Скот Карпентър |

## История
След успешния полет на Мъркюри 5 с шимпанзето Енос на борда, Робърт Гилрут заявил, че първият полет на американски астронавт на околоземна орбита ще бъде полетът на Мъркюри 6, който ще се състои през декември 1961 г. В съответствие с това, Гилрут съобщил и имената на екипажите за първите две орбитални мисии. Джон Глен е определен за пилот на Мъркюри 6, а за негов дубльор – Скот Карпентър. За пилот на Мъркюри 7 е определен Доналд Слейтън, а Уолтър Шира – за негов заместник. Космическият кораб Мъркюри 6 (производствен №13) излиза от завода на McDonnell в Сейнт Луис, Мисури през май 1960 г. Ракетата носител Атлас D е транспортирана на Кейп Канаверъл на 30 ноември 1961 г. Това правело старта през същата година твърде проблематичен. Действително, кораб и ракета били сглобени на 2 януари 1962 г. и установени на стартовия комплекс №14 (Launch Complex 14). Първоначално стартът бил определен за 16 януари, но след това бил отложен за 23-ти, поради проблем с един от горивните резервоари на ракетата носител. На 23-ти стартът отново е отложен поради лошото време в района на космодрума. На 27-и, Джон Глен се намирал в готовност на борда на кораба Френдшип 7 (на английски: Friendship 7). Двадесет минути преди старта, Глен бил свален от кораба поради тежка повреда в системите за комуникация с наземните екипи. Стартът бил отложен отново за 1 февруари 1962 г. Метеорологичните условия в района на Кейп Канаверъл за периода 1 – 15 февруари се оказали изключително лоши и за никаква полетна дейност не можело да става и дума. Накрая на 19 февруари времето се оправило и стартът на Мъркюри 6 бил насрочен за следващия ден.

## Орбитален космически полет
Джон Глен се качил на борда на Friendship 7 в 11:03 UTC на 20 февруари 1962 г. В 12:10 UTC люкът бил затворен и започнали предстартовите процедури. Накрая в 14:47 UTC, инженерът на полета Томас Джоузеф О′Мали натиснал старт бутона на пулта пред себе си и Мъркюри 6 се отправил към космоса. Джон Глен в този момент бил учудващо спокоен, пулсът му бил едва 110 удара в минута, за разлика от неговите колеги от предишните суборбитални полети. В 14:52 UTC, Friendship 7 достигнал околоземна орбита. Параметрите на орбитата били отлични, без никакви отклонения от първоначално предвидените. По време на първата орбита, Дж. Глен поел за няколко минути контрола върху кораба. По това време полетните инженери открили проблем с топлинния щит на Мъркюри 6. Докато те изучавали проблема, астронавтът се наслаждавал на гледка, каквато нито един американец не бил виждал. По време на втората орбита, Глен започнал да изпълнява предвидените по протокол процедури за приземяване. Проблемът с топлинния щит се оказал по-малък, отколкото изглеждало от Земята. Астронавтът бил спокоен и това вдъхвало увереност у ръководителите на полета в успешния му край.
След три пълни обиколки около Земята, Мъркюри 6 започнал снижаване. Спирачните парашути се отворили автоматично на височина 8,5 km, вместо на предвидените 6,4 km. Това не се отразило по никакъв начин на кораба, който се приводнил успешно в Атлантическия океан, в точка с координати 21°20′ с. ш. 68°40′ з. д. / 21.333333° с. ш. 68.666667° з. д., на 40 мили (60 км) от разчетеното място. След приводняването, Глен бил прибран от американския разрушител USS Noa. На борда на кораба астронавтът демонстрирал отлично настроение, а първите му думи били: „Там беше наистина горещо“.

## Резултати
На 20 февруари 1962 г. САЩ достигнали околоземна орбита. Десет месеца след СССР и след извършването на два суборбитални полета предишната година. Ракетата носител Атлас D се представила отлично и в НАСА останало съжаление, че не ѝ се доверила своевременно. Джон Глен бил посрещнат като национален герой. Той осъществил третия орбитален космически полет в историята на космонавтиката.